# Erzurum (település)
Erzurum (örményül  Կարին, Karin) város Törökországban, Kelet-Anatóliában, Erzurum, a legnagyobb török tartomány székhelye.
Az ókorban Arzen illetve Teodosziupolisz néven ismerték, örmény nyelven pedig Karinnak hívták. A hidegháború idején a NATO legdélkeletibb légitámaszpontja volt. Neve az arab „Ardu r-Rúm” (arḍu r-Rūm, azaz „a rómaiak - azaz a bizánciak - földje”) kifejezésből ered.
Népessége a 2000-es népszámlálás adatai szerint 361 235.
A város 1757 méteres magasságban fekszik, éghajlata szélsőséges kontinentális. A januári átlaghőmérséklet -11 °C. A hőmérséklet télen gyakran bukik -45 °C alá és gyakori az erős havazás.
A hidegháború idején Erzurum a NATO katonai szövetség előretolt légibázisa volt.
A város címerében szerepel a valamikori Szeldzsuk Birodalom kétfejű sasa, egy olyan szimbólum, amely a bizánci kétfejű sas nyomán a középkorban elterjedtté vált Anatóliában és a Balkánon.